# Gondizalves
Gondizalves is een plaats (freguesia) in de Portugese gemeente Braga en telt 1 409 inwoners (2001).

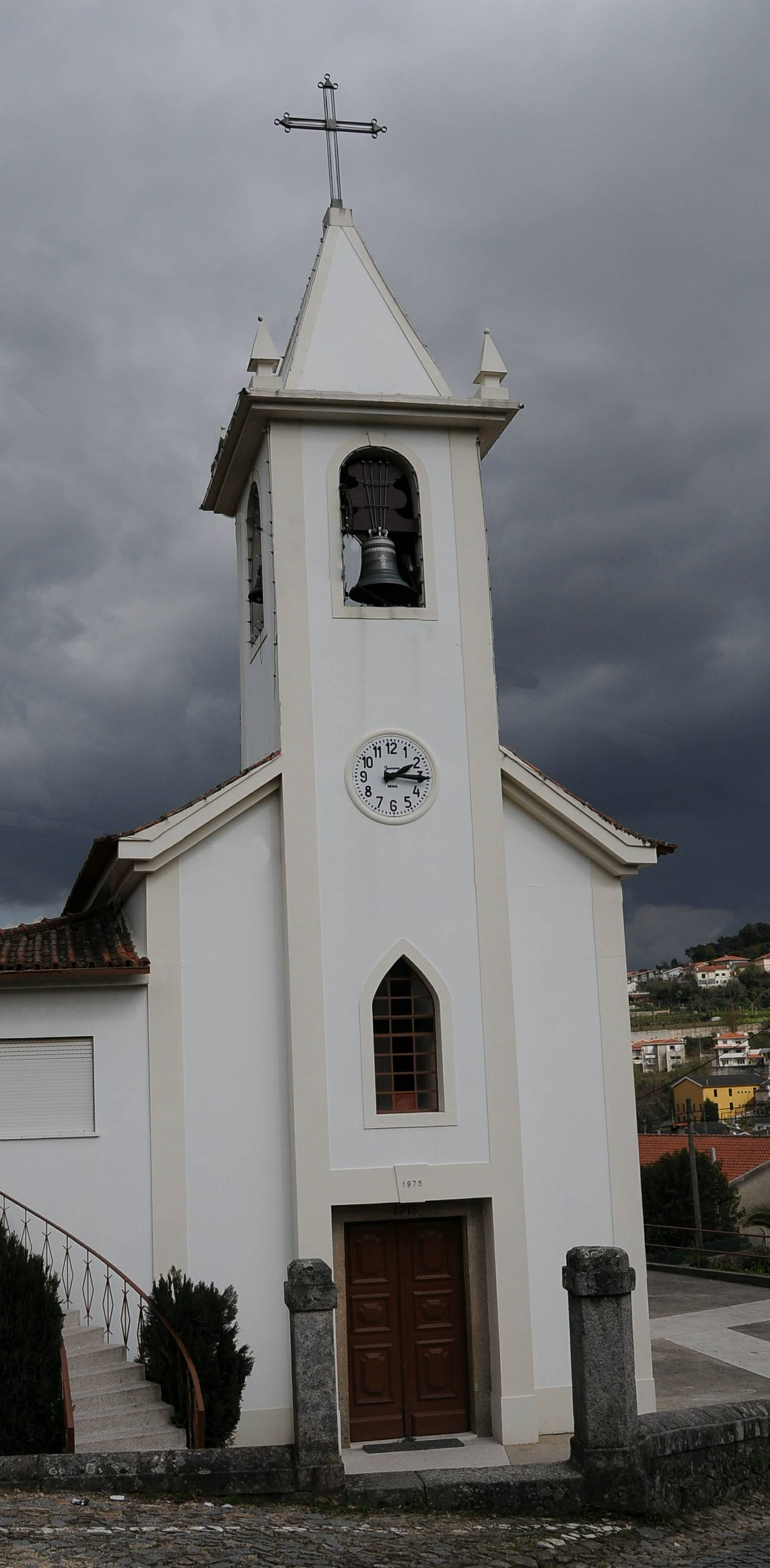
Kerk in Gondizalves